# 山吉豐守
山吉豐守，出生於天文10年（1541年），卒於天正5年（1577年）9月，是日本戰國時代的武將。越後國上杉氏家臣，三條城主。乃是山吉政應之子，山吉景長之兄，通稱孫二郎。
作為上杉謙信的側近出仕，在1566年時擔任上杉謙信的奏者，負責傳達將令，此後漸被拔擢，在對陆奥蘆名氏、相模北條氏的外交工作中多有出力。並在川中島合戰時出陣擔任本陣的旗本左備。
1568年，上杉謙信出兵越中時，與齋藤朝信、本庄實乃一同擔任春日山城的居留守役，足見其受到的信任。同時奔走與上杉、北條兩家為後來的越相同盟打下基礎，並親自將之實現。
1569年至1573年期間，負責調停常陸、下野間諸大名的紛爭、並不時支援出陣越中戰線，也與越中、飛驒一带的江馬氏進行謀略與交涉工作，策反江馬輝盛依附上杉家，同時還在處理揚北眾中中條氏和黑川氏的領地糾紛，可說是當時最受上杉謙信重用的家老，動員數高達三百七十七人。
1577年，山吉豐守急病身故，英年早逝。因无子，遂由弟弟山吉景長繼承山吉氏家督。